# Bistum Lund

Wappen des Bistums

Das Bistum Lund (schwedisch Lunds stift) ist eine der 13 Diözesen innerhalb der evangelisch-lutherischen Schwedischen Kirche. Es besteht aus 216 Kirchengemeinden (församlingar), die wiederum in 18 Kirchenkreisen zusammengefasst sind. Geografisch erstreckt sich das Bistum über die historischen Provinzen Schonen und Blekinge. Bischofssitz ist die Stadt Lund mit dem Dom zu Lund als Bischofskirche. Seit 2014 ist Johan Tyrberg Bischof von Lund.

## Geschichte

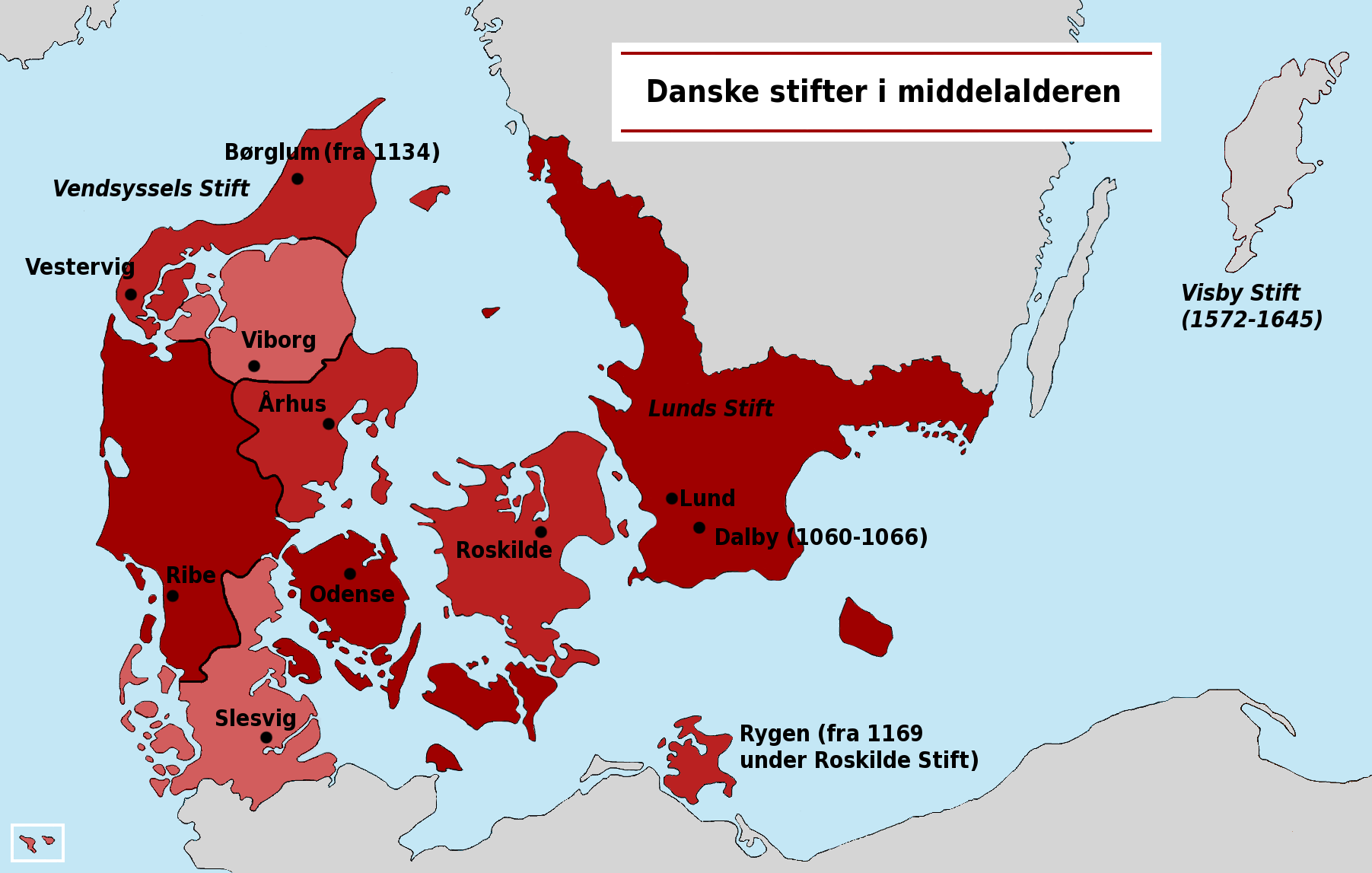
Dänische Bistümer im Mittelalter

Das Bistum wurde kurz nach der Einführung des Christentums gebildet. Zur formellen Gründung durch den dänischen König Sven Estridsson kam es im Jahre 1060 mit der Teilung des Bistums Roskilde. Aus diesem entstanden das Bistum Lund und, mit dem Bistum Dalby unter Bischof Egino nur unweit des Lunder Bischofssitzes, eine weitere Diözese in Schonen, welche Ostschonen, Blekinge und Bornholm umfasste. Nach dem Tod des orkadischen Bischofs Henrik im Jahre 1066 zog Egino nach Lund, und die Stadt wurde alleiniger Bischofssitz.
Bereits 1052/53 hatte der dänische König Sven Estridsson eine eigene Kirchenprovinz (Metropolitie) für sein Königreich beantragt. Da aber Papst Leo IX. 1053 die Erzdiözese Bremen-Hamburg bis zu Eismeer ausdehnte, unterstand das 1060 gegründete Bistum Lund zunächst wie die älteren dänischen Bistümer der Jurisdiktion der Bremer Metropoliten. Dem ehrgeizigen Erzbischof Adalbert I. (1043–1072) wiederum misslang der Versuch, die Patriarchenwürde für den Norden zu erlangen, die ihn in römischem Verständnis den Patriarchen der Orthodoxen Kirchen gleichgestellt hätte, über die der Papst noch bis 1729 das Primat beanspruchte.

### Erzbistum

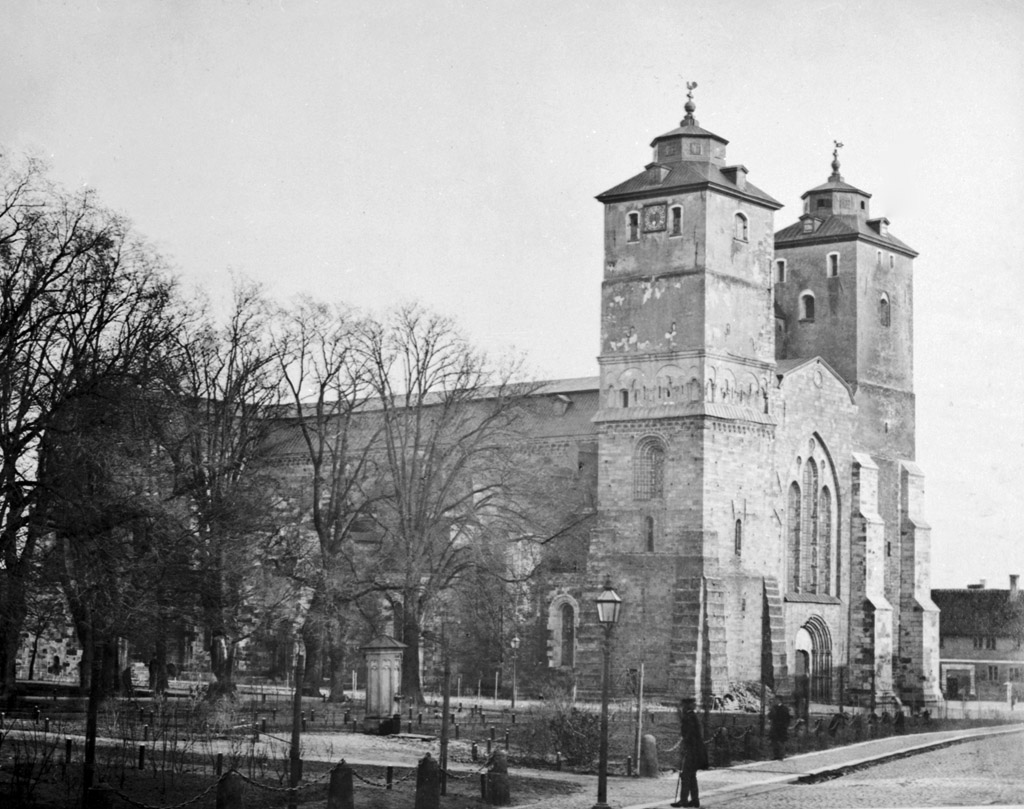
Der Dom zu Lund 1860

Adalberts Nachfolger, Erzbischof Liemar, der seinen Sitz in Bremen hatte, kümmerte sich als eifriger Anhänger Kaiser Heinrichs IV. um diese Frage wenig. Während des Schismas Clemens III. (Wibert von Ravenna) gegen Gregor VII. konnte der dänische König Erik Ejegod im Zusammenhang mit seinen Bemühungen um die Heiligsprechung seines Halbbruders Knud bei Urban II. erneut die Errichtung einer eigenen Kirchenprovinz betreiben. Knud wurde 1101 von Papst Paschalis II. heiliggesprochen, und 1103 erhob der Kardinallegat Alberich Bischof Asker von Lund zum ersten Metropoliten. Damit endete die Jurisdiktion Bremens über die Bistümer des Nordens. Etwa gleichzeitig begann man auch mit dem Bau des Domes als repräsentative Bischofskirche des 1104 gegründeten Erzbistums. Eine verlorene Urkunde von Paschalis II. umschrieb die Jurisdiktionsbefugnisse. Daher ist bis heute umstritten, ob Askers Zuständigkeitsbereich ganz Skandinavien umfasste oder nur Dänemark. Man geht heute aber vielfach davon aus, dass das Erzbistum für ganz Skandinavien zuständig war.
Auf dem Ersten Laterankonzil führte Erzbischof Adalbert II. von Hamburg-Bremen 1123 einen Prozess wegen der Verkürzung seiner Metropolitanrechte. Auf Bitten Heinrichs V. bestätigte ihm Papst Calixt II. 1119 wieder die Jurisdiktion für Norwegen (einschließlich Orkney) und Schweden (einschließlich Dänemark und dessen Inseln). Kaiser Lothar III. erreichte sogar 1134 eine Aufhebung der Kirchenprovinzen Lund und Gnesen bei Papst Innozenz II. Aber schon 1152–1154 entsandte Papst Eugen III. den Kardinallegaten Nikolaus Breakspear, der später Papst Hadrian IV. wurde, nach Skandinavien. Lund wurde wieder Erzbistum und blieb es bis zur Reformation, jedoch wurden die neuen Kirchenprovinzen Nidaros (1158) für Norwegen und Uppsala (1179) für Schweden ausgegliedert.

### Reformation
Nach der Reformation, die das Ende für Lund als Erzbistum und als Zentrum der Dänischen Kirche bedeutete, wurde Lund bis 1638 Sitz eines Superintendenten. Erster nunmehr gewöhnlicher Bischof wurde Peder Winstrup. Nach dem Frieden von Roskilde 1658, durch den die dänischen Provinzen Schonen, Halland und Blekinge schwedisch wurden, wurde Lund als Diözese in die damalige Schwedische Staatskirche eingegliedert. Die weiterhin dänische Insel Bornholm wurde aus dem Bistum ausgegliedert, um bei der Dänischen Staatskirche zu bleiben.